# Martin St. Louis
Martin St. Louis (* 18. června 1975, Laval) je bývalý kanadský profesionální hokejista NHL. V roce 1998 podepsal smlouvu s Calgary Flames jako volný hráč. Svou kariéru ukončil 2. července 2015. Naposledy hrál za tým New York Rangers.

## Hráčská kariéra

### Klubová kariéra
Jako amatér hrával za tým University of Vermont, kde patřil v rámci univerzitní ligy k hvězdám. Třikrát byl nominován na Hobey Baker Memorial Award pro nejlepšího univerzitního hokejistu a je v čele historických klubových statistik v kanadském bodování a asistencích. Přesto však nebyl draftován týmem NHL. Smlouvu podepsal jako volný hráč v roce 1998 s Calgary Flames. Hrával však především za Saint John Flames v AHL, za první tým Calgary nastoupil k 69 utkáním ve dvou sezónách s bilancí 4 gólů a 16 asistencí. V roce 2000 jej Calgary uvolnili jako málo perspektivního do Tampa Bay Lightning. Tam jeho produktivita stoupla, uprostřed rozehrané sezóny 2001/2002 si však zlomil nohu a zbylá utkání vynechal. Hvězdou ligy se stal v ročníku 2003/2004, kdy s 94 body vyhrál kanadské bodování ligy a pomohl týmu Tampy ke Stanley Cupu. Vstřelil gól v prodloužení šestého finálového utkání proti svému bývalému týmu z Calgary. Získal několik individuálních ocenění a byl prvním hráčem od dob Wayna Gretzkyho, který v jednom roce získal Hart Memorial Trophy, Art Ross Trophy a Stanley Cup. 

Během výluky v NHL v následující sezóně hrál za HC Lausanne ve Švýcarsku. V roce 2005 podepsal s Tampou Bay šestiletou smlouvu, která mu zaručuje příjem 31,5 milionu dolarů. Martin St.Louis se vyznačuje stabilní výkonností, spolu s Vincentem Lecavalierem se většinou dělí o čelní místa v klubových ofenzivních statistikách. Z individuálního hlediska byla pro něj nejúspěšnější sezóna 2006/2007, kdy zaznamenal 102 kanadských bodů. Patří také k hokejistům, kteří ctí čistou hru, což bylo v roce 2010 oceněno udělením Lady Byng Trophy. Dne 5. března 2014, při posledním přestupovém dnu v NHL byl vyměněn do klubu New York Rangers za Ryana Callahana, první volbu v draftu 2015 a druhou volbu v roce 2014.
Martin St. Louis patřil mezi nejlepší hráče celé NHL, jeho průměrné sezonní bodování bylo cca 65 bodů, nejvíce dosáhl 102 bodů a to v sezóně 2006–2007, nejméně bodů však nasbíral ve své první NHL sezóně 1998/1999 za 13 zápasů získal jen 2 body. V sezónách se pohyboval mezi top 10 v kanadském bodování.

### Reprezentační kariéra
Kanadu reprezentoval na Světovém poháru 2004, kde přispěl k vítězství týmu, i o dva roky později na Zimních olympijských hrách v Turíně, kde však Kanada vypadla po porážce od Ruska ve čtvrtfinále. Má také dvě stříbrné medaile z Mistrovství světa v ledním hokeji.

## Úspěchy a ocenění
Týmové
- Vítěz Stanley Cupu – 2004 s Tampa Bay Lightning
- Vítěz Světového poháru 2004 – s Kanadou
- stříbro na MS 2008 a MS 2009 – s Kanadou

Individuální
- nejlepší hráč NHL v bodování +/− 2003/2004 (společně s Markem Malíkem)
- člen prvního All Star týmu NHL (pravé křídlo) – 2003/2004
- Art Ross Trophy pro nejproduktivnějšího hráče sezóny 2003/2004, 2012/2013
- Hart Memorial Trophy pro nejužitečnějšího hráče sezóny 2003/2004
- Lester B. Pearson Trophy pro nejužitečnějšího hokejistu podle samotných hráčů – 2003/2004
- člen druhého All Star týmu NHL (pravé křídlo) – 2006/2007
- člen druhého All Star týmu NHL (pravé křídlo) – 2009/2010
- Lady Byng Memorial Trophy pro nejslušnějšího hráče – 2009/2010
- šestkrát účastník NHL All-Star Game – v letech 2003, 2004, 2007, 2008, 2009, 2011

## Prvenství
- Debut v NHL – 9. října 1998 (Calgary Flames proti San Jose Sharks)
- První gól v NHL – 20. října 1998 (Dallas Stars proti Calgary Flames, českému brankáři Romanu Turkovi)
- První asistence v NHL – 23. října 1998 (Nashville Predators proti Calgary Flames)
- První hattrick v NHL – 30. ledna 2003 (Tampa Bay Lightning proti Carolina Hurricanes)

## Klubová statistika
| Sezóna     | Klub                  | Soutěž     |      | Základní část | Základní část | Základní část | Základní část | Základní část |    | Play off | Play off | Play off | Play off | Play off |
| Sezóna     | Klub                  | Soutěž     | Z    | G             | A             | B             | TM            | Z             | G  | A        | B        | TM       |          |          |
| 1993–94    | University of Vermont | ECAC       | 33   | 15            | 36            | 51            | 24            | —             | —  | —        | —        | —        |          |          |
| 1994–95    | University of Vermont | ECAC       | 35   | 23            | 48            | 71            | 36            | —             | —  | —        | —        | —        |          |          |
| 1995–96    | University of Vermont | ECAC       | 35   | 29            | 56            | 85            | 38            | —             | —  | —        | —        | —        |          |          |
| 1996–97    | University of Vermont | ECAC       | 36   | 24            | 36            | 60            | 65            | —             | —  | —        | —        | —        |          |          |
| 1997–98    | Cleveland Lumberjacks | IHL        | 56   | 16            | 34            | 50            | 24            | —             | —  | —        | —        | —        |          |          |
| 1997–98    | Saint John Flames     | AHL        | 25   | 15            | 11            | 26            | 20            | 20            | 5  | 15       | 20       | 16       |          |          |
| 1998–99    | Saint John Flames     | AHL        | 53   | 28            | 34            | 62            | 30            | 7             | 4  | 4        | 8        | 2        |          |          |
| 1998–99    | Calgary Flames        | NHL        | 13   | 1             | 1             | 2             | 10            | —             | —  | —        | —        | —        |          |          |
| 1999–00    | Saint John Flames     | AHL        | 17   | 15            | 11            | 26            | 14            | —             | —  | —        | —        | —        |          |          |
| 1999–00    | Calgary Flames        | NHL        | 56   | 3             | 15            | 18            | 22            | —             | —  | —        | —        | —        |          |          |
| 2000–01    | Tampa Bay Lightning   | NHL        | 78   | 18            | 22            | 40            | 12            | —             | —  | —        | —        | —        |          |          |
| 2001–02    | Tampa Bay Lightning   | NHL        | 53   | 16            | 19            | 35            | 20            | —             | —  | —        | —        | —        |          |          |
| 2002–03    | Tampa Bay Lightning   | NHL        | 82   | 33            | 37            | 70            | 32            | 11            | 7  | 5        | 12       | 0        |          |          |
| 2003–04    | Tampa Bay Lightning   | NHL        | 82   | 38            | 56            | 94            | 24            | 23            | 9  | 15       | 24       | 14       |          |          |
| 2004–05    | Lausanne HC           | NLA        | 23   | 9             | 16            | 25            | 16            | —             | —  | —        | —        | —        |          |          |
| 2005–06    | Tampa Bay Lightning   | NHL        | 80   | 31            | 30            | 61            | 38            | 5             | 4  | 0        | 4        | 2        |          |          |
| 2006–07    | Tampa Bay Lightning   | NHL        | 82   | 43            | 59            | 102           | 28            | 6             | 3  | 5        | 8        | 8        |          |          |
| 2007–08    | Tampa Bay Lightning   | NHL        | 82   | 25            | 58            | 83            | 26            | —             | —  | —        | —        | —        |          |          |
| 2008–09    | Tampa Bay Lightning   | NHL        | 82   | 30            | 50            | 80            | 14            | —             | —  | —        | —        | —        |          |          |
| 2009–10    | Tampa Bay Lightning   | NHL        | 82   | 29            | 65            | 94            | 12            | —             | —  | —        | —        | —        |          |          |
| 2010–11    | Tampa Bay Lightning   | NHL        | 82   | 31            | 68            | 99            | 12            | 18            | 10 | 10       | 20       | 4        |          |          |
| 2011–12    | Tampa Bay Lightning   | NHL        | 77   | 25            | 49            | 74            | 16            | —             | —  | —        | —        | —        |          |          |
| 2012–13    | Tampa Bay Lightning   | NHL        | 48   | 17            | 43            | 60            | 14            | —             | —  | —        | —        | —        |          |          |
| 2013–14    | Tampa Bay Lightning   | NHL        | 62   | 29            | 32            | 61            | 6             | —             | —  | —        | —        | —        |          |          |
| 2013–14    | New York Rangers      | NHL        | 19   | 1             | 7             | 8             | 4             | 25            | 8  | 7        | 15       | 2        |          |          |
| 2014–15    | New York Rangers      | NHL        | 74   | 21            | 31            | 52            | 20            | 19            | 1  | 6        | 7        | 4        |          |          |
| NHL celkem | NHL celkem            | NHL celkem | 1134 | 391           | 642           | 1033          | 310           | 107           | 42 | 48       | 90       | 34       |          |          |

## Reprezentace
| Rok                       | Tým                       | Soutěž                    | Z  | G  | A  | B  | TM |
| ------------------------- | ------------------------- | ------------------------- | -- | -- | -- | -- | -- |
| 2004                      | Kanada                    | SP                        | 6  | 2  | 2  | 4  | 0  |
| 2006                      | Kanada                    | OH                        | 6  | 2  | 1  | 3  | 0  |
| 2006                      | Kanada                    | MS                        | 9  | 2  | 8  | 10 | 0  |
| 2009                      | Kanada                    | MS                        | 9  | 4  | 11 | 15 | 0  |
| 2014                      | Kanada                    | OH                        | 5  | 0  | 0  | 0  | 2  |
| Seniorská kariéra celkově | Seniorská kariéra celkově | Seniorská kariéra celkově | 35 | 10 | 22 | 32 | 2  |